# Siergiej Kramarienko
Siergiej Makarowicz Kramarienko, ros. Сергей Макарович Крамаренко (ur. 10 kwietnia 1923 we wsi Kalinowka, zm. 21 maja 2020 tamże) – radziecki dowódca wojskowy, generał major lotnictwa, pilot, as myśliwski, uczestnik II wojny światowej i wojny koreańskiej, Bohater Związku Radzieckiego (1951).

## Dzieciństwo i młodość
Z pochodzenia Ukrainiec, urodził się 10 kwietnia 1923 we wsi Kalinowka w rejonie romieńskim, obwodzie sumskim w Ukraińskiej SRR, w rodzinie chłopskiej. Ukończył przed wojną 10 klas szkoły powszechnej.

## II wojna światowa
Od 1941 służył w Armii Czerwonej. W 1942 ukończył Borisoglebską Wojskową Szkołę Pilotów i od sierpnia 1942 służył na froncie podczas II wojny światowej, m.in. w jednostkach 1. Frontu Ukraińskiego i 1. Frontu Białoruskiego. Walczył m.in. podczas bitwy kurskiej i w walkach o Berlin. Według danych radzieckich, zestrzelił 3 samoloty indywidualnie i 10 zespołowo, a nadto balon obserwacyjny. Służył jako zastępca dowódcy 2. eskadry 176 Gwardyjskiego Pułku Lotnictwa Myśliwskiego (176 GIAP). Uzyskał stopień kapitana gwardii.

## Służba powojenna i wojna koreańska
Po wojnie kontynuował służbę w lotnictwie radzieckim. Wziął udział w wojnie koreańskiej po stronie północnokoreańsko-chińskiej, między kwietniem 1951 a lutym 1952. Odbył 149 lotów bojowych i, według danych radzieckich, zestrzelił 13 samolotów amerykańskich, zyskując status asa myśliwskiego.
10 października 1951 nadano mu tytuł Bohatera Związku Radzieckiego (Medal „Złota Gwiazda” nr 9283), za skuteczne dowodzenie w powietrzu, męstwo i odwagę.
W 1955 Kramarienko ukończył wojskową akademię lotniczą. Służył na Białorusi, następnie w Gruzji. Dowodził pułkiem myśliwskim, a następnie był zastępcą dowódcy dywizji lotnictwa myśliwskiego w Nowosybirsku i zastępcą szefa sztabu 23 Armii Powietrznej w Czycie. Latał na myśliwcach MiG-15, MiG-17, MiG-21 i przechwytujących Su-9. W 1970 służył jako doradca wojskowy w Iraku i Algierii. W 1981, w stopniu generała majora, odszedł do rezerwy. Mieszkał następnie w Moskwie, działał w organizacjach weteranów, m.in. klubie Bohaterów Związku Radzieckiego.
Autor książki Protiw „Messerom” i „Sejbrom” – W niebie dwóch wojen.

## Odznaczenia
- Medal „Złota Gwiazda” Bohatera Związku Radzieckiego (10 października 1951)
- Order Lenina
- Order Czerwonego Sztandaru – dwukrotnie
- Order Wojny Ojczyźnianej I klasy
- Order Czerwonej Gwiazdy
- Order „Za służbę Ojczyźnie w Siłach Zbrojnych ZSRR” III stopnia
- Medal 100-lecia urodzin Lenina
- Medal „Za zwycięstwo nad Niemcami w Wielkiej Wojnie Ojczyźnianej 1941–1945”
- Medal jubileuszowy „Dwudziestolecia zwycięstwa w Wielkiej Wojnie Ojczyźnianej 1941–1945”
- Medal jubileuszowy „Trzydziestolecia zwycięstwa w Wielkiej Wojnie Ojczyźnianej 1941–1945”
- Medal jubileuszowy „Czterdziestolecia zwycięstwa w Wielkiej Wojnie Ojczyźnianej 1941–1945”
- Medal jubileuszowy „50-lecia zwycięstwa w Wielkiej Wojnie Ojczyźnianej 1941–1945”
- Medal „Za zdobycie Berlina”
- Medal „Za wyzwolenie Warszawy”
- Medal jubileuszowy „XX lat Robotniczo-Chłopskiej Armii Czerwonej”
- Medal jubileuszowy „30 lat Armii Radzieckiej i Floty”
- Medal jubileuszowy „40 lat Sił Zbrojnych ZSRR”
- Medal jubileuszowy „50 lat Sił Zbrojnych ZSRR”
- Medal jubileuszowy „60 lat Sił Zbrojnych ZSRR”
- Medal jubileuszowy „70 lat Sił Zbrojnych ZSRR”
- Medal „W upamiętnieniu 800-lecia Moskwy”